# Карпейский, Юрий Яковлевич
Карпейский Юрий Яковлевич (10 декабря 1924, Кривой Рог, Екатеринославская губерния — 3 августа 1994, Москва) — советский учёный в области аэрогазодинамики, доктор технических наук (1970). Лауреат Ленинской премии (1966).

## Биография
Родился 10 декабря 1924 года в городе Кривой Рог.
В 1948 году окончил Московский авиационный институт.
С 1947 года в НИИ-1 Министерства авиационной промышленности СССР. В 1960—1973 годах — начальник научно-исследовательского сектора. Работал старшим научным сотрудником Научно-исследовательского института тепловых процессов (НИИТП) Министерства общего машиностроения СССР.
В 1992—1994 годах преподавал в Московском государственном техническом университете имени Н. Э. Баумана.
Умер 3 августа 1994 года в Москве.

## Научная деятельность
Специалист в области аэрогазодинамики. Автор более 80 научных трудов.
Основные исследования относятся к аэрогазодинамике воздушно-реактивных двигателей и космических летательных аппаратов.
Участвовал в работах по обеспечению радиационной безопасности бортовых ядерных энергоустановок, создании и наземной отработке измерителя скорости ветра в атмосфере Венеры.

### Научные труды
- Карпейский, Ю. Я. Аэродинамические исследования по отделению головных частей ракет с ПВРД. — ГК Совета Министров СССР по авиационной технике; Труды № 27. — М. : Оборонгиз, 1960. — 87 с.
- О влиянии вязкости на обтекание острой кромки сегментально-конических тел / Ю. Я. Карпейский, К. Н. Филиппов // Известия АН СССР. МЖГ. — 1981. — № 1. — С. 154—157.

## Награды
- Ленинская премия (19 апреля 1966) — за систематические экспериментальные и теоретические исследования по аэрогазодинамике баллистических ракет, космических аппаратов, баллистического спуска и их элементов[3];
- Медаль «Защитнику свободной России» (23 апреля 1993)[4].